# Swiss Journal of Geosciences
Das Swiss Journal of Geosciences ist eine wissenschaftliche Zeitschrift für Geologie, die in der Schweiz seit 2007 erscheint.

## Geschichte
Das Swiss Journal of Geosciences wird von der Schweizerischen Geologischen Gesellschaft herausgegeben. Die neue Fachzeitschrift ist die Nachfolgerin der seit 1888 von der Schweizerischen Geologischen Gesellschaft und ab 1920 von dieser gemeinsam mit der damals neu entstandenen Schweizerischen Paläontologischen Gesellschaft herausgegebenen Reihe Eclogae Geologicae Helvetiae.
Im Swiss Journal of Geosciences sind auch die ehemaligen, 1921 von Urs Grubenmann begründeten Schweizerischen Mineralogischen und Petrographischen Mitteilungen aufgegangen.
Die Zeitschrift veröffentlicht Beiträge, die dem Peer-Review unterzogen sind, zu allen Gebieten der Erdwissenschaften, mit dem Schwergewicht auf der Entwicklung des Tethysmeers und der Entstehung der Alpen und des Himalaya.
Das Medienhaus Springer International Publishing veröffentlicht die Fachzeitschrift im Bereich Birkhäuser Science. Seit 2020 besteht für das Swiss Journal of Geosciences der volle Open Access.